# New York Red Bulls
El Red Bull New York, oficialmente New York Red Bulls (en español: Toros Rojos de Nueva York), y más comúnmente conocido como Red Bulls o New York,  es un club profesional de fútbol de los Estados Unidos con sede en el área metropolitana de Nueva York. Actualmente compite en la Conferencia Este de la Major League Soccer (MLS), y disputa sus partidos como local en el Red Bull Arena, estadio especifico de futbol ubicado en Harrison, Nueva Jersey con capacidad para 25 000 espectadores.
El club fue fundado en octubre de 1994 con el nombre de Empire Soccer Club, cambiando de nombre en octubre de 1995 a New York/New Jersey MetroStars, y en 1998 el club eliminaría la referencia a la designación territorial y cambiaría su nombre simplemente a MetroStars; y es uno de los clubes originales de la MLS. En marzo de 2006 Red Bull GmbH adquirió el equipo y cambió su denominación por la actual (New York Red Bulls).
A lo largo de su historia, los New York Red Bulls han ganado un total de tres MLS Supporters' Shield (2013, 2015 y 2018), y 2 Copa’s De La Conferencia 2008, 2024
A partir de 2015 la MLS tuvo como expansión de la liga un segundo equipo en el área metropolitana de Nueva York, el New York City Football Club, con quien surgió una nueva rivalidad, con quien disputa el derbi de Nueva York, llamado derbi del río Hudson. También tiene 2 rivalidades fuertes con DC United y New England Revolution, estos derbi’s se llaman el Copa Atlantico y el Derbi I-95.

## Historia

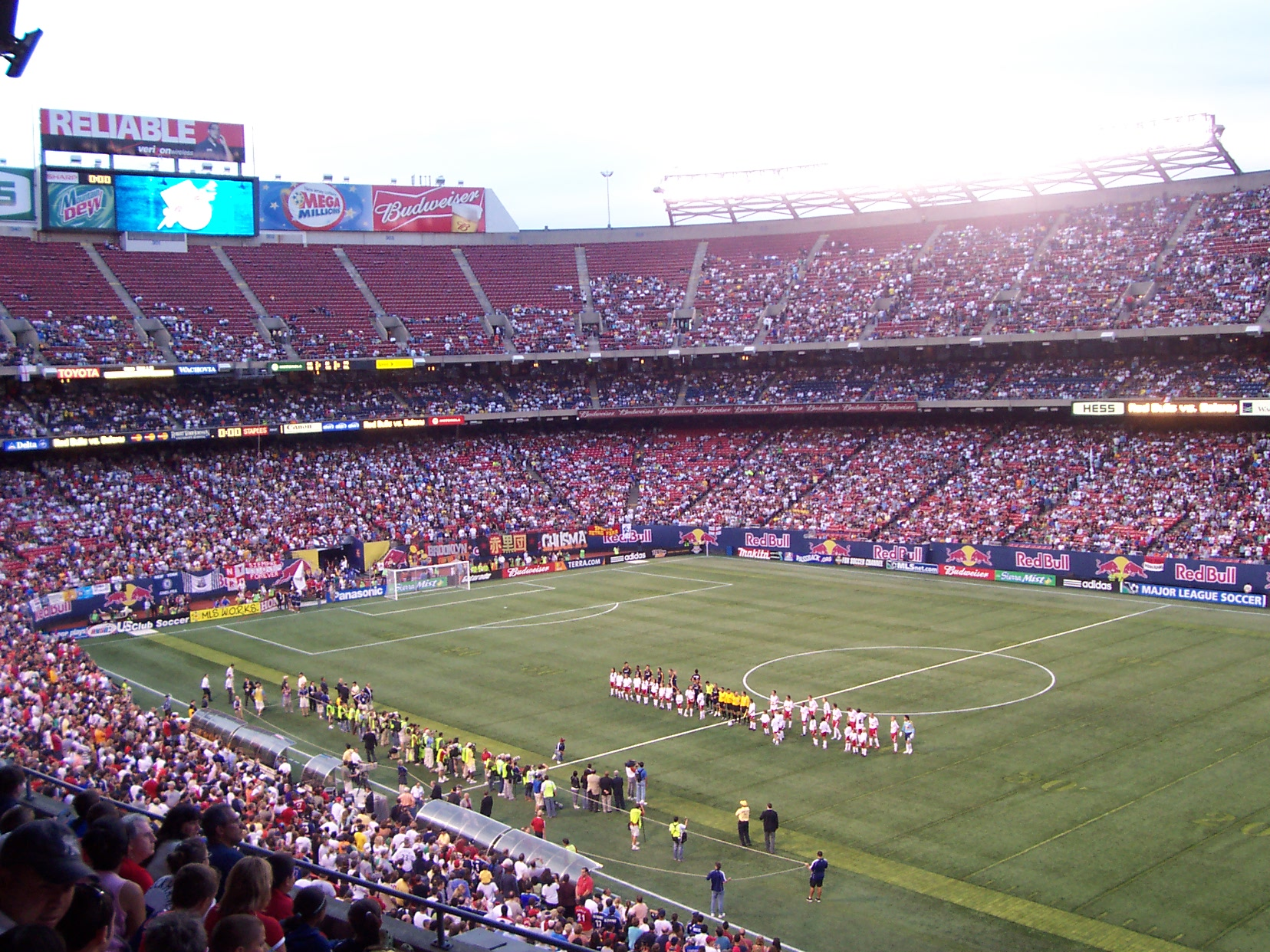
New York Red Bulls en el Giants Stadium.

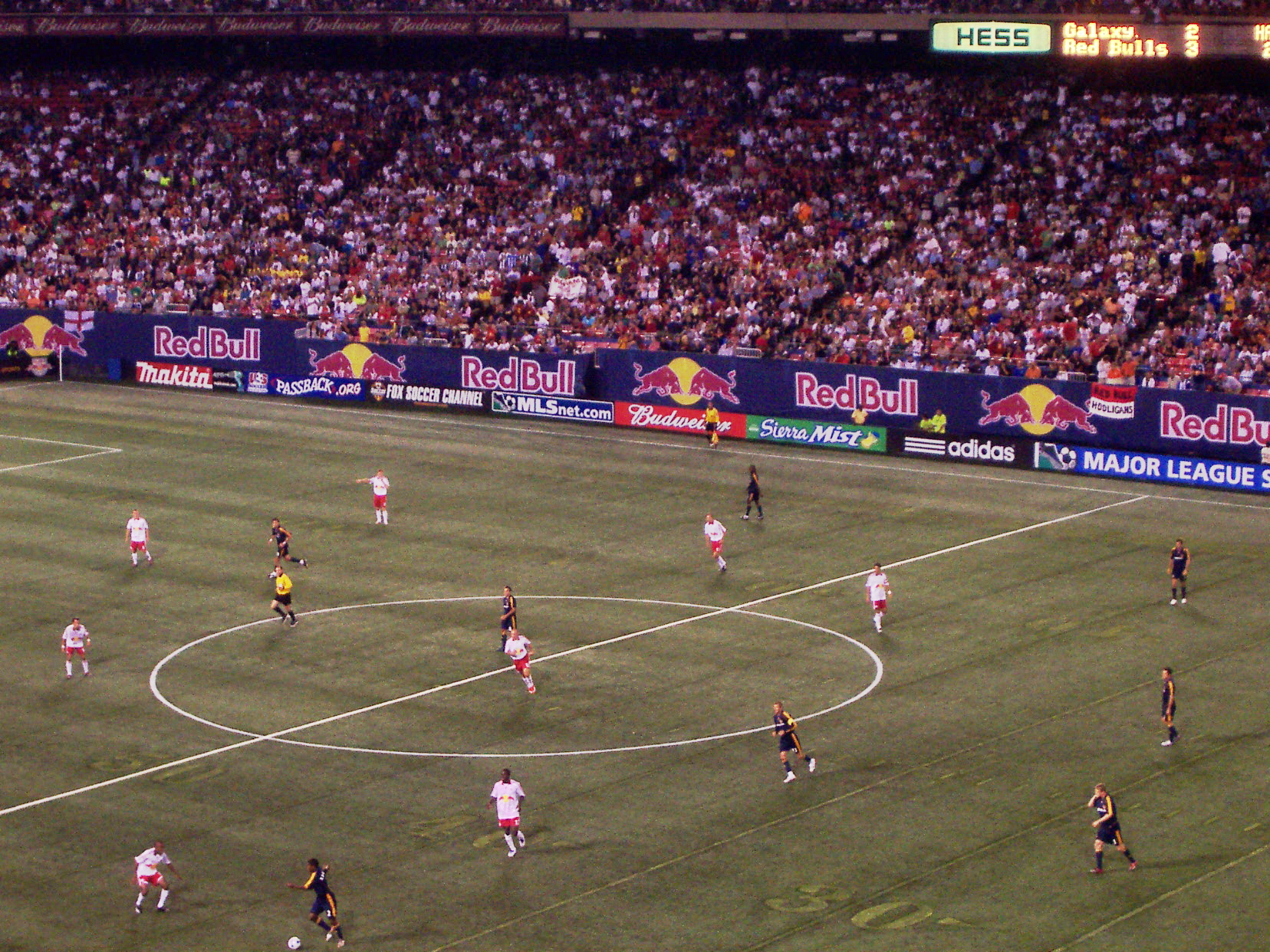
New York Red Bulls vs LA Galaxy el 18 de agosto de 2007.

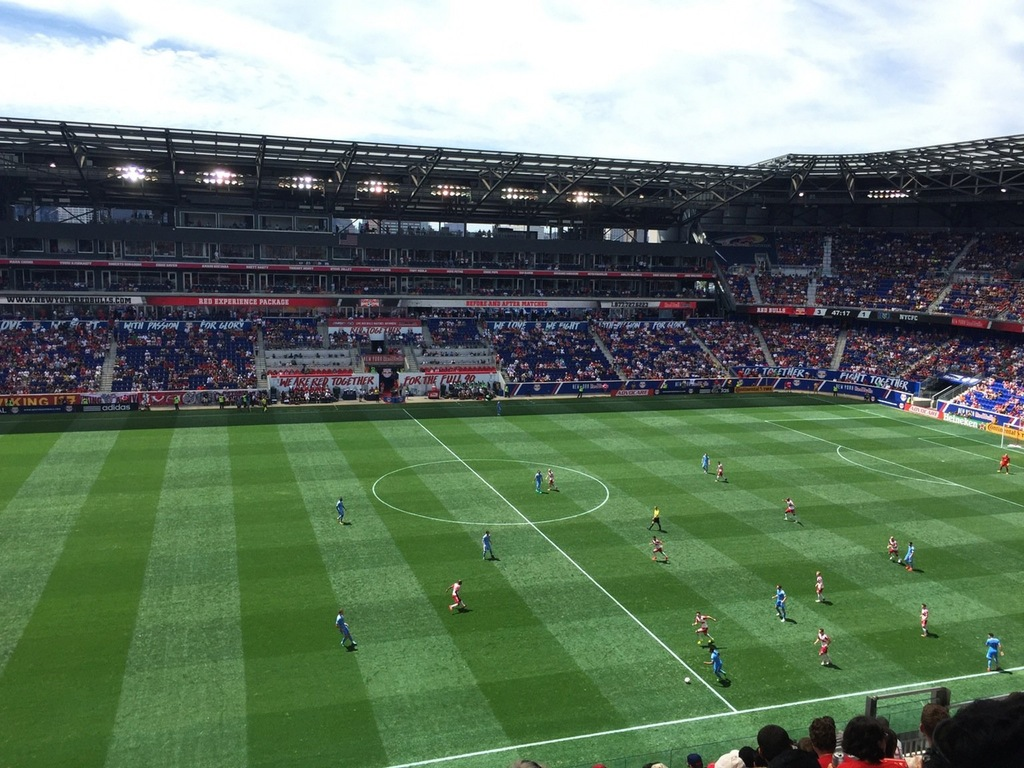
Red Bull Arena durante el encuentro entre New York Red Bulls y New York City FC.

El 15 de junio de 1994 se decide que Nueva York/Nueva Jersey tenga una franquicia en la MLS y el 1 de noviembre de 1994 Charlie Stillitano es nombrado Gerente general y vicepresidente del nuevo equipo, denominado Empire Soccer Club. El 17 de octubre de 1995 se anuncia que el equipo cambia de nombre a New York/New Jersey MetroStars y realiza su primer fichaje, Tab Ramos. En 1998 el club cambió su nombre simplemente a MetroStars.
En la temporada 2003 logró llegar a la final de la Lamar Hunt U.S. Open Cup, pero perdió ante el Chicago Fire por 1-0 y también logró llegar a la final de la MLS Cup, pero cayó derrotado ante el Columbus Crew por 3-1.
El 9 de marzo de 2006 Red Bull GmbH compra el equipo y este cambia de nombre al actual, New York Red Bulls.
En 2010, además de inaugurar su nuevo estadio, el Red Bull Arena, el club hizo historia al fichar como jugadores franquicia a las estrellas Thierry Henry y Rafael Márquez, campeones de Europa y del mundo con el F. C. Barcelona. Junto a ellos también llegó Juan Pablo Ángel para formar parte del nuevo y ambicioso proyecto deportivo para lograr ganar la primera Copa MLS de la historia del club.
En la edición 2013, logró su primer título oficial en su historia, la MLS Supporters' Shield (campeón de la temporada regular en la MLS), tras terminar con 59 puntos en la Conferencia del Este. Título que volvió a ganar en 2015 y en 2018.
A partir de 2015 la MLS tuvo como expansión de la liga un segundo equipo en el área metropolitana de Nueva York, el New York City FC, con quien surgió una nueva rivalidad, con quien disputa el derbi de Nueva York, llamado derbi del río Hudson.

## Nombres del club
| Años      | Nombres del club               |
| --------- | ------------------------------ |
| 1994-1995 | Empire Soccer Club             |
| 1995-1998 | New York/New Jersey MetroStars |
| 1998-2006 | MetroStars                     |
| 2006-act. | New York Red Bulls             |

## Uniforme

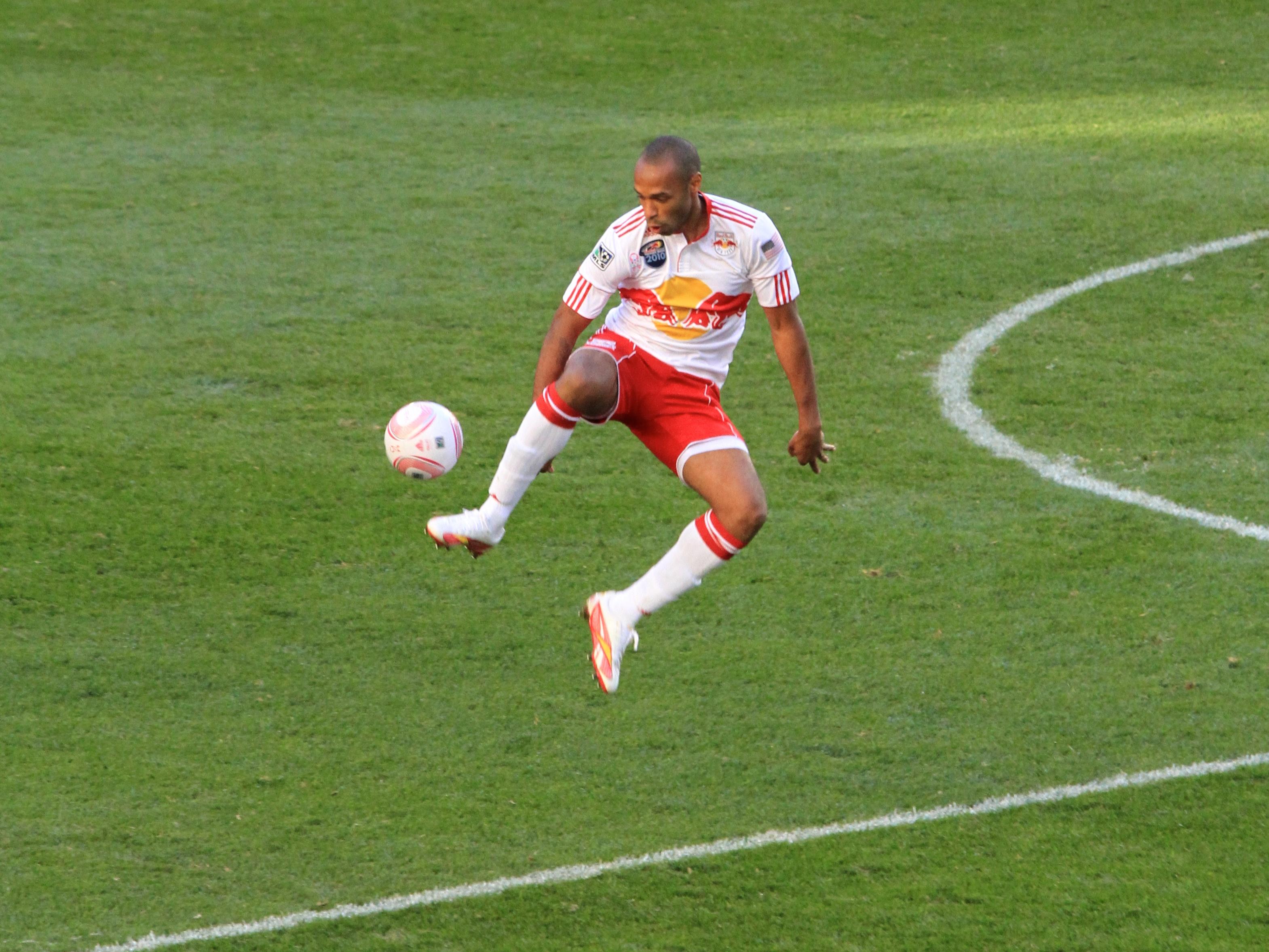
Thierry Henry con la equipación de los New York Red Bulls.

- Uniforme titular: Camiseta blanca, pantalón rojo y medias blancas.
- Uniforme alternativo: Camiseta azul marino, pantalón amarillo y medias azul marino.

### Evolución
| Primero | (Ver evolución) | Actual |

## Estadio
New York Red Bulls juega sus partidos como local en el Red Bull Arena ubicado en Harrison, Nueva Jersey, fue inaugurado el 20 de marzo de 2010 y cuenta con una capacidad para 25 000 espectadores, siendo uno de los estadios más modernos en la MLS. Anteriormente, jugaba en el Giants Stadium entre 1996 a 2009.

## Afición
El club cuenta con varios grupos de animación, y el más viejo de todos ellos es Empire Supporters Club (abreviados ESC), que cuenta con distintas divisiones. Una de las hinchadas más viejo del Major League Soccer, el grupo se fundó en 1996 por miembros del grupo futbolístico New York City Firm (NYCF), la hinchada del equipo efímero del A-League los New York Fever, en previsión de que una franquicia de la Major League Soccer comience a jugar en el área metropolitana de Nueva York/Nueva Jersey. El tomó su nombre del nombre original del equipo, Empire Soccer Club. Los Ultras se reúnen en el sur de Red Bull Arena,
coloquialmente llamado "the South ward".

## Datos del club
- Temporadas en la Major League Soccer: 27: (1996-act.).
- Mayores goleadas conseguidas:
  - En campeonatos nacionales:
    - 6-0 a Real Salt Lake en 2006.
    - 5-0 a New England Revolution (como MetroStars) en 2001.
    - 5-0 a Los Angeles Galaxy (como MetroStars) en 2002.
    - 5-0 a Toronto en 2009 y 2011.
- Mayores goleadas recibidas:
  - En campeonatos nacionales:
    - 6-0 contra Kansas City Wizards en 1999 (como MetroStars).
    - 5-0 contra D.C. United en 1998 (como MetroStars).
- Mejor puesto en la liga: 1° en la Conferencia Este en 2000, 2010, 2013.
- Peor puesto en la liga: 7° en la Conferencia Este en 2009.
- Máximo goleador histórico:  Bradley Wright-Phillips (126)

- Más partidos disputados:  Luis Robles (281).
- Participaciones en torneos internacionales oficiales: 5

#### Torneos
| Competencia                          | Edición                                |
| ------------------------------------ | -------------------------------------- |
| Liga de Campeones de la Concacaf (5) | 2009-10, 2014-15, 2016-17, 2018, 2019. |
| Copa Merconorte (1)                  | 2001.                                  |

## Rivalidades

### Derbi del Río Hudson
El derbi del Río Hudson o Hudson River Derby es el enfrentamiento de los dos equipos de Nueva York: New York Red Bulls y New York City FC. A partir de 2015 la MLS tuvo como expansión de la liga un segundo equipo en el área metropolitana de Nueva York, el New York City FC, con quién surgió una nueva rivalidad, con quien disputa el derbi de Nueva York, llamado derbi del río Hudson.

### Balance de enfrentamientos
| Torneo        | PJ | GRB | E | GNY | GolRB | GolNY |
| ------------- | -- | --- | - | --- | ----- | ----- |
| MLS           | 25 | 11  | 4 | 10  | 38    | 34    |
| U.S. Open Cup | 3  | 3   | 0 | 0   | 8     | 0     |
| Leagues Cup   | 1  | 1   | 0 | 0   | 1     | 0     |
| Total         | 29 | 15  | 4 | 10  | 47    | 34    |

### Derbi Copa del Atlántico
El New York Red Bulls disputa el "derbi del Atlántico", frente al D.C. United,es la rivalidad futbolística en la se enfrentan los 2 equipos del Atlántico medio, de la Major League Soccer de los Estados Unidos, es considerado como uno de los clásicos más calientes de la liga. Además de ser 2 de los 8 clubes que disputaron las 27 temporadas de la MLS. Antes de la llegada del New York City FC, los encuentros frente a los "Black and Red" eran los más esperados por los aficionados de "Los toros".
|}

## Jugadores

### Más apariciones en club
- Actualizado al 1 de octubre de 2024.

| # | Jugador                 | Años           | Liga | Playoffs | Copas Nacionales | Copas Internacionales | Total |
| - | ----------------------- | -------------- | ---- | -------- | ---------------- | --------------------- | ----- |
| 1 | Luis Robles             | 2012–2019      | 238  | 23       | 5                | 15                    | 281   |
| 2 | Bradley Wright-Phillips | 2013–2020 2022 | 195  | 20       | 11               | 14                    | 240   |
| 3 | Sean Davis              | 2015–2022      | 172  | 10       | 11               | 15                    | 208   |
| 4 | Dax McCarty             | 2011–2017      | 169  | 17       | 9                | 3                     | 198   |
| 5 | Mike Petke              | 2008–2010      | 169  | 9        | 4                | 2                     | 184   |

### Máximos goleadores
- Actualizado al 1 de octubre de 2024.

| # | Jugador                 | Años                | Liga | Playoffs | Copas Nacionales | Copas Internacionales | Total |
| - | ----------------------- | ------------------- | ---- | -------- | ---------------- | --------------------- | ----- |
| 1 | Bradley Wright-Phillips | 2013–2020 2022      | 108  | 9        | 5                | 4                     | 126   |
| 2 | Juan Pablo Ángel        | 2007–2010           | 58   | 3        | 0                | 0                     | 61    |
| 3 | Thierry Henry           | 2010–2011 2012–2014 | 51   | 1        | 0                | 0                     | 52    |
| 4 | Daniel Royer            | 2016–2021           | 39   | 4        | 3                | 4                     | 50    |
| 5 | Giovanni Savarese       | 1996–1998           | 41   | 1        | 2                | 0                     | 44    |

## Entrenadores

### Cronología de los entrenadores
- Eddie Firmani (1996)
- Carlos Queiroz (1996)
- Carlos Alberto Parreira (1997)
- Alfonso Mondelo (1998)
- Bora Milutinović (1998-1999)
- Octavio Zambrano (2000-2002)
- Bob Bradley (2002-2005)
- Mo Johnston (2005-2006)
- Richie Williams (2006) (interino)
- Bruce Arena (2006-2007)
- Juan Carlos Osorio (2007-2009)
- Richie Williams (2009-2010) (interino)
- Hans Backe (2010-2012)
- Mike Petke (2012-2014)
- Jesse Marsch (2015-2018)
- Chris Armas (2018-2020)
- Bradley Carnell (2020) (interino)
- Gerhard Struber (2020-2023)
- Troy Lesesne (2023) (interino)
- Sandro Schwarz (2023-act.)

## Palmarés

### Torneos nacionales
- MLS Supporters' Shield (3): 2013, 2015, 2018.

- Conferencia del Este de la MLS:
  - Playoffs (1): 2008, 2024.
- Subcampeón de la MLS Cup (1): 2008, 2024.
- Subcampeón de la Lamar Hunt U.S. Open Cup (2): 2003, 2017.

### Torneos amistosos
- Copa del Atlántico de la MLS (4): 2003, 2010, 2011, 2013, 2015.
- Walt Disney World Pro Soccer Classic (1): 2010.

### Torneos amistosos internacionales
- Copa La Manga (1): 2004.
- Emirates Cup (1): 2011.
- Subcampeón de la International Champions Cup: 2015.